# Sudden Strike 2
Sudden Strike II est un jeu vidéo de tactique en temps réel développé par Fireglow Software et publié par cdv Software Entertainment en 2002 sur PC. Il constitue le deuxième volet de la série Sudden Strike et fait suite à Sudden Strike, publié en 2000. Comme ce dernier, le jeu se déroule pendant la Seconde Guerre mondiale et permet au joueur de commander les forces de l’Allemagne, de l’URSS, du Japon, des États-Unis ou du Royaume-Uni. Le jeu propose cinq campagnes, une par faction, composé chacune d’une dizaine de missions. Il propose également un mode multijoueur. Par rapport à son prédécesseur, il se caractérise par son approche plus réaliste. Sous la pression des fans du premier volet, les développeurs ont en effet révisés l’ensemble des paramètres du jeu pour coller autant que possible à la réalité historique du conflit. De nouvelles options font ainsi leur apparition, comme la possibilité de transporter des troupes, des véhicules et du ravitaillement par le train, de mettre en place des ponts aériens ou d’organiser des opérations de parachutage. Le fonctionnement du brouillard de guerre est également revu afin de prendre en compte les conditions météorologiques et la distance de vue des troupes. Une cinquantaine de nouvelles unités font enfin leur apparition et il devient de plus nécessaire d’assigner un équipage aux véhicules pour leur permettre de fonctionner.
Sudden Strike II bénéficie de deux suites : Sudden Strike 3: Arms for Victory (2007) et Sudden Strike 4 (2017).

## Accueil
| Sudden Strike II      |      |       |
| Média                 | Pays | Notes |
| Computer Gaming World | US   | 2.5/5 |
| Gamekult              | FR   | 6/10  |
| GameSpot              | US   | 52 %  |
| Gen4                  | FR   | 86 %  |
| Jeux vidéo Magazine   | FR   | 14/20 |
| Jeuxvideo.com         | FR   | 15/20 |
| Joystick              | FR   | 6/10  |
| PC Gamer UK           | GB   | 67 %  |